# 笠間資綱
笠間 資綱（かさま すけつな 生没年不詳）は戦国時代の武将で、常陸国の名門笠間氏の当主。笠間城主。下野国の戦国大名下野宇都宮氏の家臣で宇都宮領の最東端で常陸国に所領を有していた。

## 概要
笠間氏は宇都宮氏の一門である塩谷氏の有力な庶流であり、15世紀前半には自立性を強めていたが、宇都宮成綱の代には再服従し、宇都宮家中に含まれた。笠間氏の通字は朝であったが、宇都宮氏への臣従の証として、元服時に宇都宮成綱から綱の字を賜り、資綱と名乗った。
明応年間の宇都宮成綱の書状によると、資綱は宇都宮氏に叛乱を起こそうと企てていたが謀略が成綱に露見してしまい、笠間城を没落してしまう。笠間氏重臣の寺崎氏などは宇都宮成綱側に離反して笠間城に籠城し、成綱から軍事支援をうけていたという。